# Cymopterus ripleyi
Cymopterus ripleyi là một loài thực vật có hoa trong họ Hoa tán. Loài này được Barneby mô tả khoa học đầu tiên năm 1941.